# Weltmeisterschaften im Modernen Fünfkampf 2014
Die Weltmeisterschaften im Modernen Fünfkampf 2014 fanden bei den Herren und Damen vom 1. bis 7. September in Warschau, Polen, statt.

## Herren

### Einzel
| Platz | Land       | Sportler         |
| ----- | ---------- | ---------------- |
| 1     | Russland   | Alexander Lessun |
| 2     | Ägypten    | Amro El-Geziry   |
| 3     | Tschechien | Jan Kuf          |

### Mannschaft
| Platz | Land                | Sportler                                          |
| ----- | ------------------- | ------------------------------------------------- |
| 1     | Ungarn              | Ádám Marosi Bence Demeter Róbert Kasza            |
| 2     | Frankreich          | Christopher Patte Valentin Prades Valentin Belaud |
| 3     | Volksrepublik China | Han Jiahao Guo Jianli Su Haihang                  |

### Staffel
| Platz | Land       | Sportler                             |
| ----- | ---------- | ------------------------------------ |
| 1     | Frankreich | Valentin Prades Valentin Belaud      |
| 2     | Belarus    | Stanislau Schurauljou Raman Pinchuck |
| 3     | Südkorea   | Lee Woo-jin Hwang Woo-jin            |

## Mixed
| Platz | Land                   | Sportler                                             |
| ----- | ---------------------- | ---------------------------------------------------- |
| 1     | Litauen                | Laura Asadauskaitė-Zadneprovskienė Justinas Kinderis |
| 2     | Vereinigtes Königreich | Kate French Joseph Evans                             |
| 3     | Polen                  | Oktawia Nowacka Szymon Staśkiewicz                   |

## Damen

### Einzel
| Platz | Land                   | Sportlerin      |
| ----- | ---------------------- | --------------- |
| 1     | Vereinigtes Königreich | Samantha Murray |
| 2     | Volksrepublik China    | Chen Qian       |
| 3     | Volksrepublik China    | Liang Wanxia    |

### Mannschaft
| Platz | Land                   | Sportlerinnen                                            |
| ----- | ---------------------- | -------------------------------------------------------- |
| 1     | Volksrepublik China    | Wang Wei Liang Wanxia Chen Qian                          |
| 2     | Vereinigtes Königreich | Samantha Murray Freyja Prentice Kate French              |
| 3     | Belarus                | Nastassja Prakapenka Katsiaryna Arol Tatsiana Yelizarova |

### Staffel
| Platz | Land                | Sportlerinnen                        |
| ----- | ------------------- | ------------------------------------ |
| 1     | Volksrepublik China | Liang Wanxia Chen Qian               |
| 2     | Belarus             | Nastassja Prakapenka Katsiaryna Arol |
| 3     | Italien             | Camilla Lontano Lavinia Bonessio     |

## Medaillenspiegel
| Platz | Land                   | Goldmedaille | Silbermedaille | Bronzemedaille |
| 1     | Volksrepublik China    | 2            | 1              | 2              |
| 2     | Vereinigtes Königreich | 2            | 1              | –              |
| 3     | Frankreich             | 1            | 1              | –              |
| 4     | Russland               | 1            | –              | –              |
| 4     | Litauen                | 1            | –              | –              |
| 6     | Belarus                | –            | 2              | –              |
| 7     | Italien                | –            | 1              | 1              |
| 8     | Ägypten                | –            | 1              | –              |
| 9     | Tschechien             | –            | –              | 1              |
| 9     | Südkorea               | –            | –              | 1              |
| 9     | Ungarn                 | –            | –              | 1              |
| 9     | Polen                  | –            | –              | 1              |